# مقبرة السرو
قبر السرو، المعروف أيضًا باسم مقبرة سرووالا (الأردية: سرو والا مقبرہ)، هو قبر يعود إلى أوائل القرن الثامن عشر وبُنيت هذه المقبرة علي الطراز الهندي الإسلامي التابع للعمارة المغولية ويقع في في بيجومبورا لاهور، باكستان.

## الخلفية عن المقبرة
يضم هذا المبنى قبر شرف أون نيسا بيجام، أخت نواب زكريا خان، حاكم محافظة لاهور في عهد الإمبراطور المغولي محمد شاه رنجيلا، الذي بني في القرن الثامن عشر. تقع بالقرب من شمال مقبرة داي أنجا، وشرق طريق جراند ترانك في حي بيجامبورا في لاهور، باكستان.

## تاريخ المقبرة
- تم بناء الهيكل خلال الفترة من 1735 إلى 1740 م، واستخدمته شرف -أون- نيسا بيجام كغرفة للتأمل والاستراحة خلال حياتها. كانت شرف -أون- نيسا بيجام قد شيدت الهيكل لتكون مكانًا لها لقراءة القرآن في الصباح. كانت تصعد وتنزل من الهيكل بواسطة سلم خشبي.

بعد وفاتها، تم تحويل غرفة التأمل إلى قبر لها، حتى في الموت، يمكن أن تبقى وبعيدًا عن أنظار الرجال غير الأقارب. أصبح المبنى معروفًا محليًا باسم قبر السرو، بسبب الزخارف القرميدية التي تصور أشجار السرو، جنبًا إلى جنب مع الزخارف النباتية الأخرى المستخدمة على البلاط على الجدران الخارجية.
- كان القبر في الأصل محاطًا بحديقة وبركة سباحة، والتي من المحتمل أن تكون مجاورة للحديقة التي كانت تحيط ذات مرة بمقبرة داي أنجا القريبة. كانت المقبرة واحدة من آخر الهياكل البارزة في أواخر عصر المغول.أثناء حكم السيخ في القرن الثامن عشر، كان يُعتقد أن القبر يحتوي على كنز، ولذلك نُهِب قرآن شرف أون نيسا بيغام وسيفها وتم تدنيس القبر. مع تشييد المباني الجديدة حول المنطقة، أصبح من الصعب الوصول إلى المقبرة. كانت محاطة في البداية بحدائق، ولكن بسبب المنازل التي بنيت عليها، توجد اليوم «حديقة صغيرة» يلعب فيها الأولاد المحليون لعبة الكريكيت.

## الهندسة المعمارية

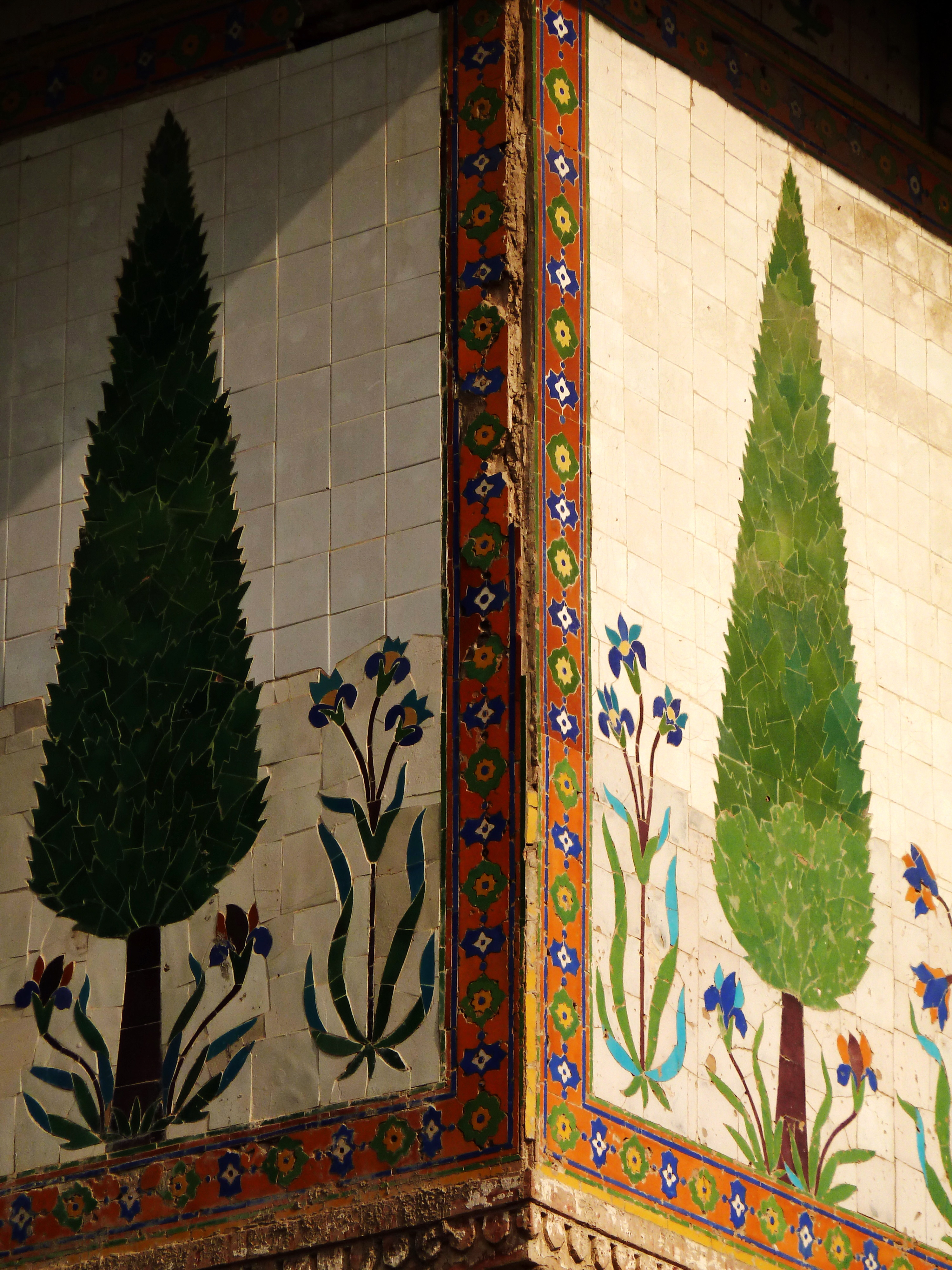
شكل السرو

تصف المؤرخة كاثرين بلانشارد آشر المقبرة بأنها «أفضل نصب تذكاري محفوظ في لاهور من فترة ما بعد أورنجزيب». إنه «هيكل فريد» لأنه يشبه برج مستدق مع «قبو هرمي».
الجدران الخارجية للمقبرة مغطاة ببلاط فاراناسي، الذي تكون ألوانه أضعف بكثير من المباني الأخرى التي استخدمت فيها بلاطات مماثلة. يحتوي الجزء السفلي من الجدران على بلاطات بيضاء وأزرق مستوردة من أوروبا الغربية. تم وضع بلاط الفسيفساء في قاعدة من الجبس. يحتوي الهيكل على منصة مرتفعة، بحيث يمكن أن يبقى شرف -اون-نيسا بيجام في البردة حتى بعد الموت.
تم تشييد المباني الجديدة حول المنطقة، وأصبح من الصعب الوصول إلى المقبرة. كانت محاطة في البداية بحدائق، ولكن بسبب المنازل التي بنيت عليها، توجد اليوم «حديقة صغيرة» يلعب فيها الأولاد المحليون لعبة الكريكيت.

## حماية المقبرة
تم إدراج القبر في آثار التراث المحمي التابعة لقسم الآثار في بنجاب.

## معرض الصور

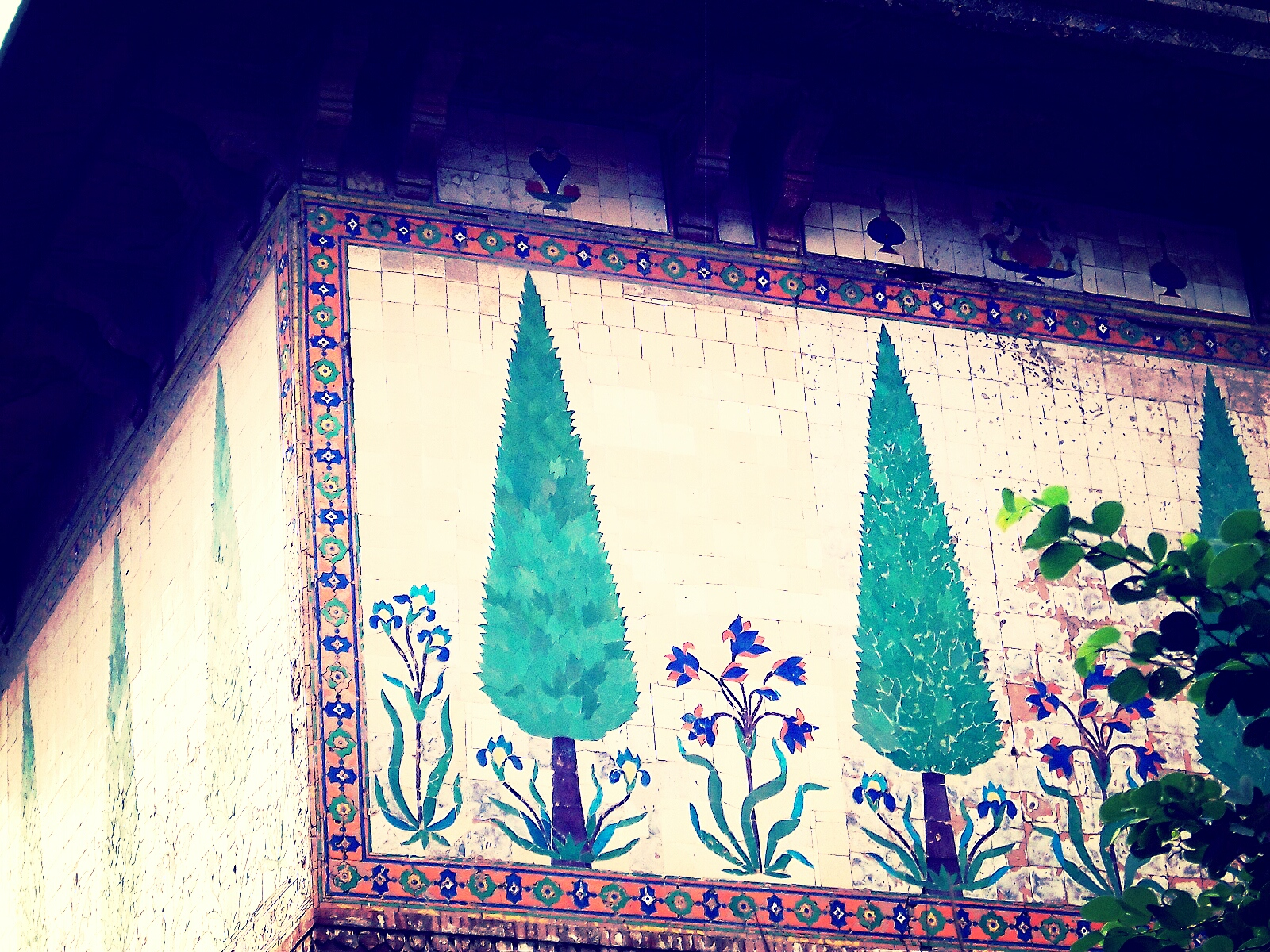
جزء محفوظ جيدًا من السطح الخارجي للمقبرة
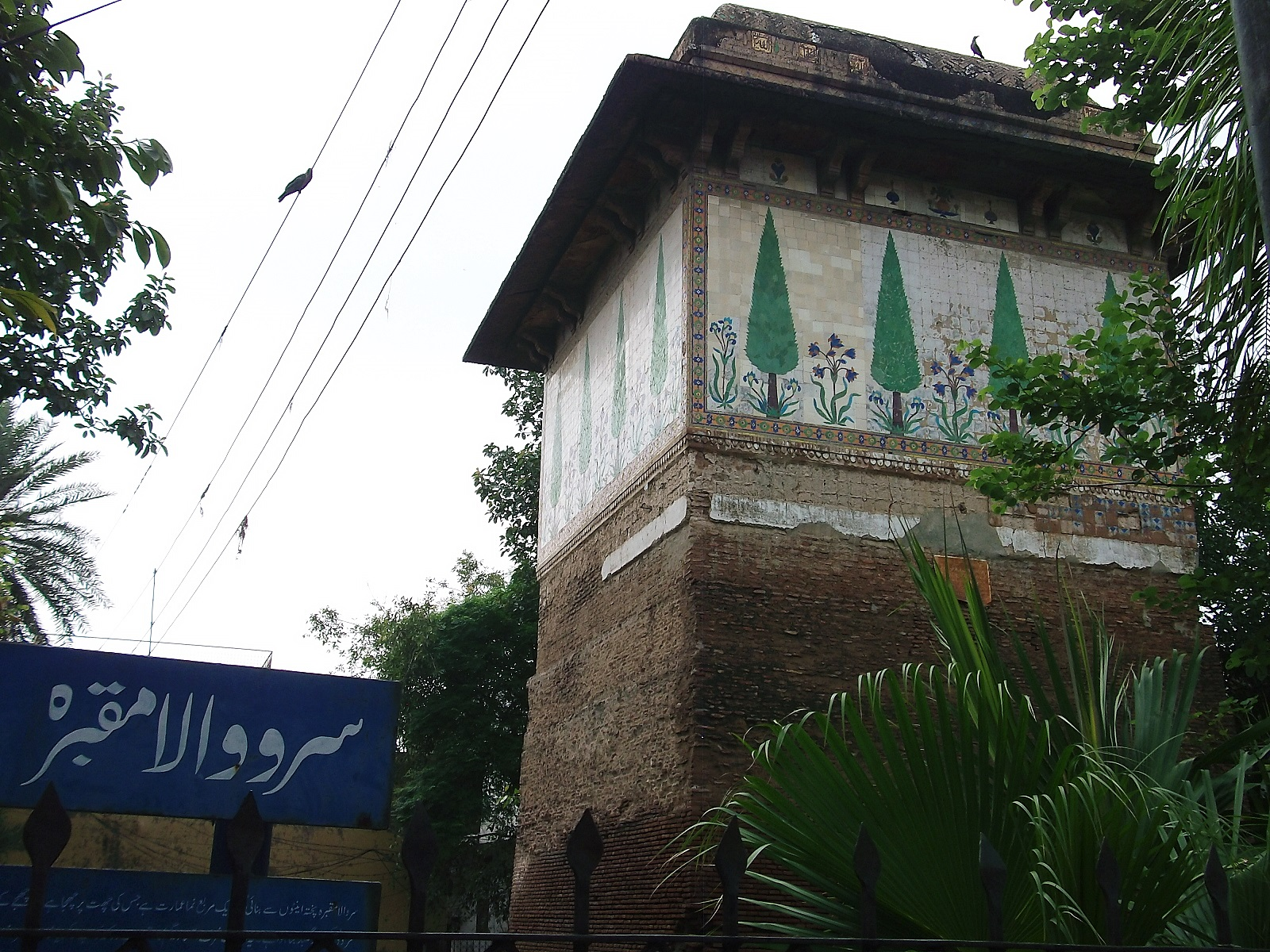
قبر مع لوحة
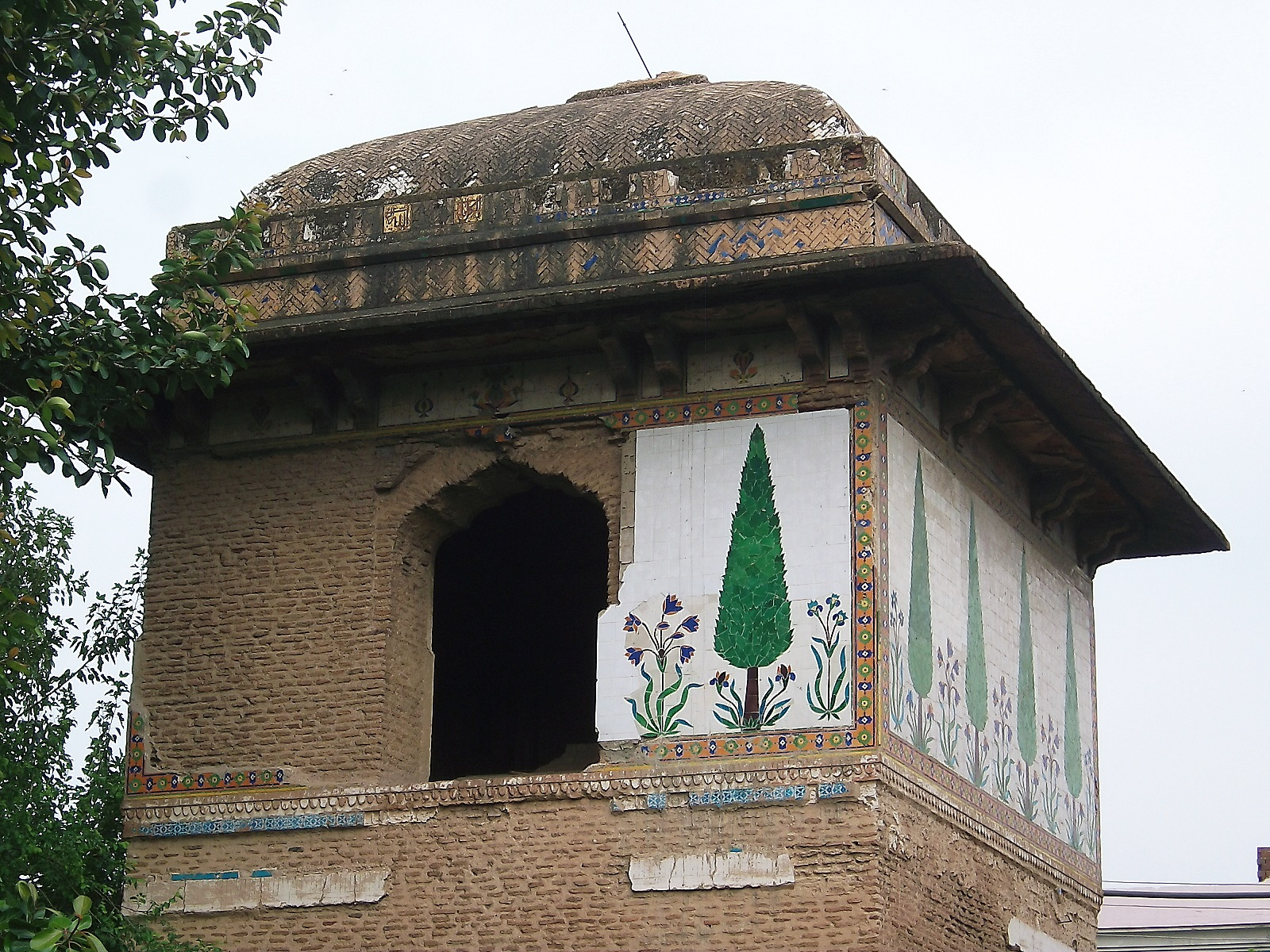
مدخل مرتفع للغرفة